# Авалов, Эльтуран Вели оглы
Эльтуран Вели оглы Авалов (азерб. Elturan Vəli oğlu Avalov; род. 20 августа 1940, Баку) — азербайджанский художник, заслуженный деятель искусств Азербайджана (1991). Действительный член Международной академии архитектуры стран Востока, Союза архитекторов Азербайджана и Союза художников Азербайджана. Профессор (2003).

## Жизнь и деятельность
Эльтуран Авалов родился 20 августа 1940 года в Баку. В 1963 году окончил Азербайджанский политехнический институт по специальности архитектор. Кандидат архитектуры (1973), в 1981 году присвоено учёное звание старшего научного сотрудника по специальности «Теория и история архитектуры», в 1995 году учёное звание доцента, а в 2003 году учёное звание профессора по кафедре «Изобразительного искусства» Азербайджанского университета архитектуры и строительства.
В 1991 году за заслуги в области архитектуры и изобразительного искусства республики присвоено звание «заслуженного деятеля искусств Азербайджанской Республики», с 1999 года действительный член Международной академии архитектуры стран Востока. Член двух творческих Союзов Азербайджана: архитекторов (1968) и художников (2005). Является членом Азербайджанского общества карикатуристов и Международной федерации карикатуристов — FEKO (2006).
Эльтуран Авалов автор и соавтор ряда архитектурных проектов и книг, в том числе монографии «Архитектура города Шуши», а также четырёх альбомов-монографий: «Глазами архитектора» (Баку, 1978), «Эльтуран» (1986), «Шуша. Графика» (Баку, 2008), «Не та, так этим глазами художника Эльтурана» (Баку, 2008), где репродуцированы свыше 300 его графических и живописных работ. Им опубликованы свыше 60 научных брошюр и статей по проблемам истории архитектуры и искусства Азербайджана. Более 500 графических работ опубликованы в Баку, Вильнюсе, Ташкенте, Киеве, Москве, Казани, Риге, Страсбурге.
Позже в графической серии «Шуша» он нарисовал замок Панах Али-хана, Гянджинские ворота, дворец Карабеюк ханум, дворец Ибрагим Халил-хана, ханский дворец, мечеть Саатлы, имение Мехмандарова, мечеть Юхари Говхар ага, мечеть Ашаги Говхар ага, дом Хуршидбану Натева, родник Хан Гизи, мавзолей Моллы Панаха Вагифа и в общей сложности до 50 памятников в технике кисти и пера.
В 1985 году в Москве с успехом прошла его персональная выставка, посвященная 100-летию Узеира Гаджибекова, где были представлены 100 графических работ.
В 2005 году в Баку в галерее «Мир Азербайджана» при центре Международных связей Министерством культуры Азербайджана и Союзом художников Азербайджана была открыта персональная выставка Э.Авалова, посвященная 120-летнему юбилею Узеира Гаджибекова под названием «Не та, так эта», «Аршин мал алан».
Участник свыше 30 художественных выставок, в том числе, персональных в Баку (1985, 1988, 1994, 2001, 2005, 2006, 2017 гг.), Москве (1985), Стамбуле (1999). Художник-график Эльтуран Авалов работает в различных жанрах: иллюстрации к литературным и музыкальным произведениям (песни, оперы, оперетты, симфонические и инструментальные произведения и т. д.), пейзажи, портреты, карикатуры и др.
Его работы, приобретены различными музеями Баку, Государственным музеем искусства народов Востока в Москве, а также частными коллекционерами Баку, Турции, Ирана, России, США, Греции, Англии, Израиля, Норвегии, Испании, Филиппин, Ливана, Индии и т. д.
В 2018 году Э. В. Авалов за заслуги в деле развития архитектуры Азербайджана награждён памятной медалью «Академик Микаил Усейнов». С 2018 года — профессор Международной академии архитектуры (MААМ).
С 1996 по 2021 год профессор Эльтуран Авалов заведовал кафедрой «изобразительного искусства» Азербайджанского университета архитектуры и строительства, где в настоящее время продолжает преподавать «рисунок» и «живопись».
12 октября 2020 года по случаю 270-летия Шушинской крепости при организации Министерства культуры и Азербайджанской государственной картинной галереи открылась виртуальная выставка графической серии, нарисованной Эльтураном Аваловым о Шуше.